# Jean-Louis Forain
Jean-Louis Forain (Reims, 23 ottobre 1852 – Parigi, 11 luglio 1931) è stato un pittore e disegnatore francese.

## Biografia

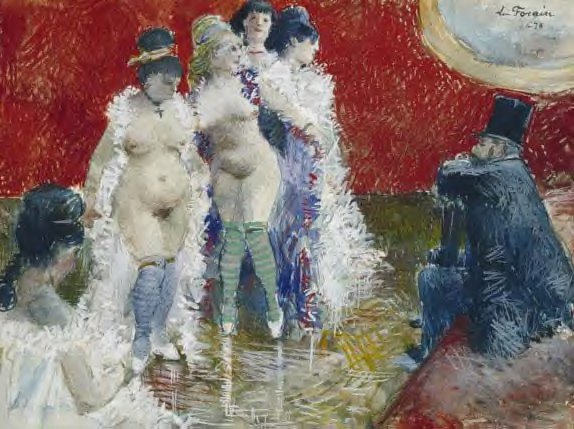
"Il cliente",1878

Fu allievo di Auguste Allongé. Spirito caustico, fu il più pungente tra i successori di Honoré Daumier. Come lui, osservò con ironia l'egoismo sordido di una borghesia di vecchi signori concupiscenti, di taccagni ambigui e di giovinette senza scrupoli. Due esempi tra tutti: Fra le quinte, 1906, Courtauld Institute, Londra e Riposo della modella, ora a Dunkerque.

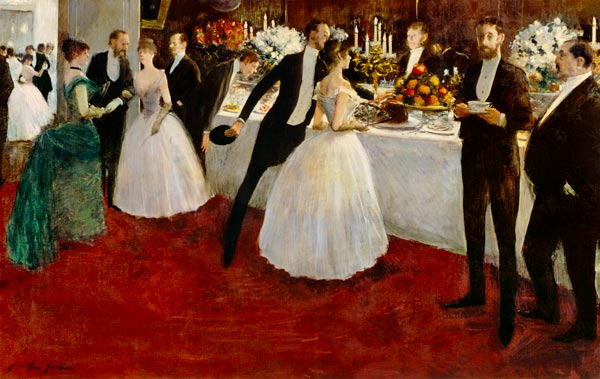
The Buffet, 1884

Il successo di Forain come il caricaturista mondano fa spesso dimenticare che egli fu soprattutto disegnatore politico e sociale, che imponeva con forza ai propri ideali umanitari. Collaborò alle illustrazioni di tutti i giornali satirici dell'epoca: Le Scapin (1876), Le Courrier français, Le Fifre (1889-1890), Le Temps difficiles (1893), Le Figaro e il Pss't (1898-1899). 
Fustigava gli affamatori, i parlamentari corrotti, i giudici e gli avvocati con amari schizzi incisivi e vivaci litografie quasi sempre sottolineate da una breve, crudele didascalia.
Espresse la sua rivolta di polemista anche in occasione dello scandalo di Panama e dell'affare Dreyfus. Anche i manifesti hanno di solito l'immediatezza delle vignette, come ad esempio il manifesto per la Bohème di Giacomo Puccini, i pastelli sono stati influenzati da Edgar Degas, che Forain molto ammirava.
Le sue opere pittoriche sono meno note, ma tuttavia sono estremamente interessanti. I quadri presentano un'impaginazione assai studiata, come nel Vedovo, 1884, Museo d'Orsay, Parigi; un colore cupo schiarito da zone di luce cruda con un impasto spesso, posato a tocchi larghi e spaziati, buon esempio è la Plaidoirie, 1997, Museo d'Orsay, Parigi. Talvolta si elevò fino a un romanticismo doloroso, come nella Casa ritrovata, 1918, Museo di Belle Arti, Nantes. Assai legato a Joris-Karl Huysmans, di cui illustrò Le Croquis parisiens (1880), Forain realizzò negli ultimi anni delle acqueforti di carattere religioso, come il Calvario, 1909.